# ダーリー・ペレス
ダーリー・ペレス（Darleys Gregorio Pérez Ballesta、男性、1983年9月14日 - ）は、コロンビアのプロボクサー。サン・ペドロ・デ・ウラバー出身。元WBA世界ライト級王者。

## 来歴
2009年2月14日、コロンビアでプロデビューを果たし2回2分17秒KO勝ちで白星でデビューを果たした。
2010年10月30日、アーネスト・バスケス・バティオジャとWBOラテンアメリカライト級暫定王座決定戦を行い、初回2分38秒TKO勝ちで王座獲得に成功した。
2011年9月30日、アメリカのカリフォルニア州でオスカー・メサと対戦し6回終了時棄権で勝利を収めた。
2012年8月10日、アメリカのカリフォルニア州でバホディール・ママディジョノブと対戦し、2-1（96-93、95-94、94-95）の判定勝ちを収めた。
2013年6月8日、カナダ・モントリオールのベル・センターでWBA世界ライト級暫定王座決定戦をユリオルキス・ガンボアと行い、プロ初黒星となる12回0-3（2者が111-116、112-115）の判定負けを喫し王座獲得に失敗した。
2014年6月28日、ドミニカ共和国サントドミンゴのシェラトンで、ガンボアのWBO世界ライト級王者テレンス・クロフォードへの挑戦に伴い空位となったWBA世界ライト級暫定王座決定戦としてWBA世界ライト級4位のアルヘニス・ロペスと対戦し、12回3-0（2者が117.5-111、116.5-112）の判定勝ちを収め王座獲得に成功した。
2014年10月24日、コロンビアのバランキーヤで、WBA世界ライト級10位のハイデル・パーラと対戦し、右ボディアッパーで悶絶KOを奪い6回1分29秒TKO勝ちを収め初防衛に成功した。
2015年1月9日、カリフォルニア州サンタ・イネスのチュマシュ・カジノでWBA世界ライト級7位のジョナサン・マイセロと対戦し、12回3-0（118-109、118-108、120-107）の判定勝ちを収め2度目の防衛に成功した。
2015年4月10日、正規王者のリカルド・アブリルの休養王座認定に伴いペレスがWBA世界ライト級正規王座に認定された。
2015年7月1日、WBC世界ライト級王者ホルヘ・リナレスがWBA本部を訪れ、WBA世界ライト級王者ダーリー・ペレスとの王座統一戦に意欲を見せた。
2015年7月18日、マンチェスターのマンチェスター・アリーナでWBA世界ライト級11位のアンソニー・クローラと対戦し、ペレス劣勢の展開の中で11回にローブローによる減点を科され、12回にもローブローによる減点を科されペレス劣勢のまま勝敗を判定に委ねる展開になったと思われたが、12回1-1（111-116、114-113、113-113）の三者三様の引分になり3度目の防衛に成功したものの、会場を騒然とさせるスコア発表(逆ホーム判定)となったことでWBAはこの試合のスコアカードの再点検を要請した。
2015年11月21日、マンチェスターのマンチェスター・アリーナでWBA世界ライト級9位のアンソニー・クローラと対戦し、5回2分30秒KO負けを喫し4度目の防衛に失敗、王座から陥落した。
2016年11月19日、T-モバイル・アリーナで行われたアンドレ・ウォードVSセルゲイ・コバレフの前座でモーリス・フッカーと対戦して引き分けた。

## 獲得タイトル
- WBA世界ライト級暫定王座（防衛2=正規王座に認定）
- WBA世界ライト級王座（防衛1）